# Xyloplax janetae
Xyloplax janetae – gatunek szkarłupni zaliczanych do kołonic, jeden z 3 znanych gatunków monotypowej rodziny Xyloplacidae. Występuje w północno-wschodnim Pacyfiku. Został opisany na podstawie osobników znalezionych na głębokości 2675 m.